# Ukita Kazutami

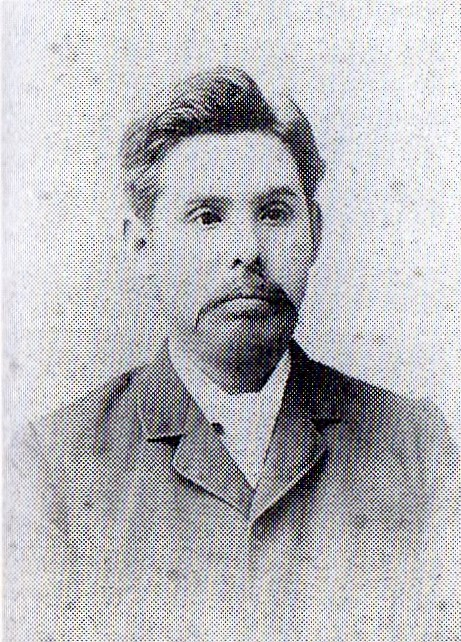
Ukita Kazutami

Ukita Kazutami (japanisch 浮田 和民; geboren 20. Januar 1860 in Kumamoto-Takebe-Kyūhonji-Higashiyokomachi (Provinz Higo); gestorben 28. Oktober 1946) war ein japanischer politischer Wissenschaftler und Erzieher.

## Leben und Wirken
Ukita Kazutami wurde als Sohn eines Samurai des Kumamoto-Han geboren. Er besuchte die „Kumamoto-yōgakkō“ (熊本洋学校), eine westlich orientierte Schule, wo er unter dem Einfluss des amerikanischen Lehrers Leroy Lansing Janes (1838–1909) zum Christentum konvertierte. Er machte dann an der „Dōshisha Ei-gakkō“ (同志社英学校), der Vorläufereinrichtung der Dōshisha-Universität, seinen Studienabschluss. Es folgte ein Auslandsstudium an der Yale-Universität, wo er Janes wiedertraf.
Zurück in Japan wurde Ukita Professor an der Dōshisha-Universität, wechselte 1896 als Lehrkraft an die „Tōkyō semmon gakkō“ (東京専門学校), die Vorläufereinrichtung der Waseda-Universität, an der er ein Jahr später Professor wurde. 1908 promovierte er. Seine gesellschaftlichen Kritiken erschienen ab 1909 vor allem im Magazin „Taiyō“ (太陽) – „Sonne“. 1920 bereiste er noch einmal Amerika und dazu auch Europa.
Ukita war ein repräsentativer politischer Denker vom Ende der Meiji- bis zum Beginn der Taishō-Zeit, wo er sich in der Taishō-Demokratie-Bewegung engagierte und wo er Yoshino Sakuzō beeinflusste. Er spielte auch eine Rolle als theoretischer Pionier des „Minpon Shugi“ (民本主義), womit eine monarchisch basierte Demokratie gemeint ist.
Er hinterließ zahlreiche Werke, darunter „Rinriteki teikoku shugi“ (倫理的帝国主義) – „Ethischer Imperialismus“ aus dem Jahr 1909 und „Sekai kaizō no mokuteki to hōhō“ (世界改造の目的と方法) – „Ziel und Methode einer Neugestaltung der Welt“, publiziert im Februar 1920.